# Pico Rivera
Pico Rivera är en stad (city) i Los Angeles County, i delstaten Kalifornien, USA. Enligt United States Census Bureau har staden en folkmängd på 63 400 invånare (2011) och en landarea på 21,5 km².